# Rennlizenz
Eine Rennlizenz ist eine Erlaubnis, an bestimmten Wettkämpfen teilzunehmen. Bekannt sind etwa Rennlizenzen aus dem Motorsport oder dem Radsport. In anderen Sportarten wird für Wettkämpfe in der Regel keine Lizenz vorausgesetzt, oft jedoch ein Wettkampfausweis (auch Start- oder Rennpass genannt) verlangt.

## Natur der Rennlizenz
Ähnlich der Fahrerlaubnis, die die Erlaubnis zum Autofahren auf öffentlichen Straßen darstellt, wird durch die Rennlizenz die Tauglichkeit des Inhabers zur Erreichung bestimmter Anforderungen gestellt. Rennlizenzen bauen aufeinander auf, höhere Lizenzen berechtigen meistens zur Teilnahme an niederrangigen Wettkämpfen. Meistens umfassen Rennlizenzen Fähigkeiten aus mehreren Bereichen, bspw. körperliche Tauglichkeit und Nachweis besonderer Manöver (beim Motorsport).

## Rennlizenzen in verschiedenen Sportarten

### Radsport
Nach dem Reglement des Weltradsportverbands Union Cycliste Internationale (UCI) wird die Rennlizenz durch den nationalen Verband – in Deutschland durch den Bund Deutscher Radfahrer (BDR) – ausgestellt, in der der Antragsteller seinen Wohnsitz hat. Nur wenn kein nationaler Verband besteht oder dieser seiner Pflicht nicht nachkommt, stellt die UCI die Lizenz aus.

### Triathlon
Grundsätzlich ist bei Triathlons, bei der die maximale Streckenlänge von Jedermanntriathlons überschritten und/oder Meisterschaften/Ligawettkämpfen eine Lizenz erforderlich. Zur Teilnahme an Breitensportveranstaltungen kann eine Tageslizenz erworben werden.

### Leichtathletik
Ein sogenannter Startpass ist nur für die Teilnahme an Meisterschaften und heutzutage vielen Sportfesten ab der Jugend U14 erforderlich. Die Teilnahme an Volksläufen erfordert keine Lizenz.

### Automobilsport
Im Automobilsport gibt es mehrere Lizenzen. Die Organisation dieses Lizenzstammbaumes unterliegt dem Automobilweltverband FIA. Fundament bilden die sogenannten nationalen Rennlizenzen wie die A- und die EU-Lizenz. In Deutschland werden diese vom DMSB, dem ADAC und anderen Automobilclubs vergeben. Darüber hinaus gibt es Eintageslizenzen und Juniorenlizenzen. Anders gestaffelt sind die internationalen Lizenzen, die auf den nationalen aufbauen und im Rang höher sind. Hier gibt es A-, B-, C- und D-Lizenzen, die zur Teilnahme an bestimmten Rennen berechtigen. Zudem existieren Sonderlizenzen für die Teilnahme an Rennen mit Beschleunigungsfahrzeugen, sogenannten Dragstern. Eine Sonderrolle nimmt auch die Formel 1 ein, in der ein Fahrer nur als Inhaber einer für diese Rennserie geschaffenen Superlizenz teilnehmen darf.
| Lizenz                 | Benötigt für (Disziplin) | Voraussetzung |
| National (Deutschland) | National (Deutschland) | National (Deutschland) |
| ---------------------- | --- | --- |
| C-Lizenz / Race Card   | Slalom, Kart, Autocross, Rallye, Drift, Dragster, Gleichmäßigkeitsprüfungen, Ausdauer                                                                                               | - Mindestalter (je nach Disziplin) |
| B-Lizenz               | Wie C mit stärkeren Motoren | - Mindestens 3 × in der Wertung innerhalb von 24 Monaten oder erfolgreich absolvierter Lehrgang - Mindestalter (je nach Disziplin) |
| A-Lizenz               | Alle Disziplinen mit stärkeren Motoren | - Mindestens 3 × in der Wertung innerhalb von 24 Monaten mit B-Lizenz oder erfolgreich absolvierter Lehrgang - Medizinischer Eignungstest |
| International          | | |
| D-Lizenz               | - Für Autos mit einem Gewicht-Leistungs-Verhältnis von >3 kg/PS - Rennserien der Level 4 (Bronze) und 6 (Club) - Dragster-Rennen >9 Sekunden (1/4 Meile)                            | - Mindestens 3 × in der Wertung mit nationaler A-Lizenz innerhalb von 24 Monaten oder erfolgreich absolvierter Lehrgang - Medizinischer Eignungstest (jährlich) - Mindestalter: 15 Jahre (Deutschland: 16) - Probezeit von 5 Rennen innerhalb von 24 Monaten                        |
| C-Lizenz               | - Für Autos mit einem Gewicht-Leistungs-Verhältnis von 2–3 kg/PS - Rennserien der Level 4 (Silber), 4 (Bronze), 5 (Historic) und 6 (Club) - Dragster-Rennen >9 Sekunden (1/4 Meile) | - Mindestens 5 × Platzierung unter den ersten 75 % mit nationaler A-Lizenz oder internationaler D-Lizenz innerhalb von 24 Monaten - Medizinischer Eignungstest (jährlich) - Mindestalter: 16 Jahre - Probezeit von 5 Rennen innerhalb von 24 Monaten                                |
| B-Lizenz               | - Für Autos mit einem Gewicht-Leistungs-Verhältnis von 1–2 kg/PS - Rennserien der Level 2 (Gold), 3 (Silber), 4 (Bronze), 5 (Historic) und 6 (Club)                                 | - Mindestens 7 × in der Wertung mit C-Lizenz oder mindestens 10 × in der Wertung mit D-Lizenz und über 18 Jahre alt - Fähigkeitsnachweis - Medizinischer Eignungstest (jährlich) - Mindestalter: 16 Jahre - Rückstufung bei weniger als einem Rennen innerhalb von 12 Monaten       |
| A-Lizenz               | - Für Autos mit einem Gewicht-Leistungs-Verhältnis von ≤1 kg/PS - Rennserien der Level 1 (Platin), 2 (Gold), 3 (Silber), 4 (Bronze), 5 (Historic) und 6 (Club)                      | - Mindestens 14 Punkte in der Lizenztabelle bzw. mindestens 6 × in der Wertung bei Rennen, die die C-Lizenz voraussetzen - Besitz der B-Lizenz - Medizinischer Eignungstest (jährlich) - Mindestalter: 17 Jahre - Rückstufung bei weniger als einem Rennen innerhalb von 12 Monaten |
| Superlizenz            | Teilnahme an der Formel 1 | - Mindestens 40 Punkte in der Lizenztabelle - Besitz der A Lizenz - Besitz eines gültigen Führerscheins (seit 2016) - Mindestalter: 18 Jahre (seit 2016) |